# Episodi de La casa del guardaboschi (ventiquattresima stagione)
La ventiquattresima e ultima stagione della serie televisiva La casa del guardaboschi è in onda dall'11 ottobre 2013 al 27 dicembre 2013 sul canale ZDF.
| nº | Titolo originale     | Titolo italiano | Prima TV Germania | Prima TV in italiano |
| -- | -------------------- | --------------- | ----------------- | -------------------- |
| 1  | Katzenjammer         |                 | 11 ottobre 2013   |                      |
| 2  | Wut im Bauch         |                 | 18 ottobre 2013   |                      |
| 3  | Spielverderber       |                 | 25 ottobre 2013   |                      |
| 4  | Schafskälte          |                 | 1 novembre 2013   |                      |
| 5  | Machtspiele          |                 | 8 novembre 2013   |                      |
| 6  | Illusionen           |                 | 15 novembre 2013  |                      |
| 7  | Fischzug             |                 | 22 novembre 2013  |                      |
| 8  | Im Sumpf             |                 | 29 novembre 2013  |                      |
| 9  | Blondes Gift         |                 | 6 dicembre 2013   |                      |
| 10 | Windschatten         |                 | 13 dicembre 2013  |                      |
| 11 | Hundstage            |                 | 20 dicembre 2013  |                      |
| 12 | Ende gut, alles gut? |                 | 27 dicembre 2013  |                      |